# Ляпаненко Микола Іванович
Мико́ла Іва́нович Ляпане́нко (18 листопада 1947 р., с. Карпиха Семенівського району Полтавської області) — український журналіст, член Національної спілки журналістів України, генеральний директор Полтавської державної телерадіокомпанії «Лтава», співголова благодійного фонду «Чураївна», створеного задля підтримки талановитих митців Полтавської області.

## Біографія
У 1974 р. закінчив Київський державний університет імені Т. Г. Шевченка, факультет журналістики; у 1980 — Вищу партійну школу при ЦК КПУ, відділення журналістики.
1974-1978 — редактор Полтавського обласного радіо;
1980-1981 — старший редактор Полтавського обласного радіо;
1981-1992 — власний кореспондент Українського радіо в Полтавській області;
1992-1995 — генеральний директор Полтавського обласного телерадіооб'єднання;
З 1 липня 1992 року — генеральний директор телерадіокомпанії «Лтава», а з 2 листопада 1995 рок також головний редактор радіо Ваша хвиля.
1998 — кандидат в народні депутати України від партії національно-економічного розвитку України, № 17 в списку, яка не потрапила до парламенту.

## Творчість
Автор новел і нарисів. Друкувався у полтавських та у всеукраїнських літературних журналах. Автор книги «Причетність», автор і упорядник книги «Сонечко любові». Поет-пісняр, працює у співдружності з композитором заслуженим діячем мистецтв України Олексієм Чухраєм, народними артистами України Віктором Шпортьком, Олександром Василенком. Були твори Ляпаненка і в репертуарі народної артистки України Раїси Кириченко.
Відеофільми: «Зоря вечірняя» (1998), «Душі криниця» (1997), «Дорога в люди» (1976), «Троянди на снігу» (1980)

## Нагороди, відзнаки
- Заслужений журналіст УРСР (1984)
- Заслужений журналіст України (1994)[9]
- Орден «За заслуги» III ст. (2000)
- Орден «За заслуги» II ст. (2009)[10]
- Премія імені Івана Франка у галузі інформаційної діяльності (2009)
- Премія імені В'ячеслава Чорновола за кращу публіцистичну роботу в галузі журналістики.[11] (2012)

У 2004 році удостоєний звання Академіка Євразійської Академії телебачення і радіо.
Лауреат численних всеукраїнських і міжнародних телефестивалів як автор і керівник телевізійних проектів. На Міжнародному фестивалі журналістики «Віра. Надія. Любов» одержав почесний титул «Керівник мас-медіа року».